# Йес
Йес (фр. Hiesse) — коммуна во Франции, находится в регионе Пуату — Шаранта. Департамент — Шаранта. Входит в состав кантона Рюэль-сюр-Тувр. Округ коммуны — Ангулем.
Код INSEE коммуны — 16164.
Коммуна расположена приблизительно в 340 км к юго-западу от Парижа, в 65 км южнее Пуатье, в 60 км к северо-востоку от Ангулема.

## Население
Население коммуны на 2008 год составляло 251 человек.
| 1962 | 1968 | 1975 | 1982 | 1990 | 1999 | 2008 |
| ---- | ---- | ---- | ---- | ---- | ---- | ---- |
| 445  | 422  | 383  | 342  | 295  | 277  | 251  |

## Экономика
В 2007 году среди 156 человек в трудоспособном возрасте (15—64 лет) 95 были экономически активными, 61 — неактивными (показатель активности — 60,9 %, в 1999 году было 65,3 %). Из 95 активных работали 87 человек (54 мужчины и 33 женщины), безработных было 8 (4 мужчины и 4 женщины). Среди 61 неактивных 14 человек были учениками или студентами, 34 — пенсионерами, 13 были неактивными по другим причинам.

## Достопримечательности
- Приходская церковь Сен-Лифар
  - Формы для выпечки просфор (XIII век; железо). Исторический памятник с 1933 года[8]
- Зоосад «Волшебная гора»

## Фотогалерея

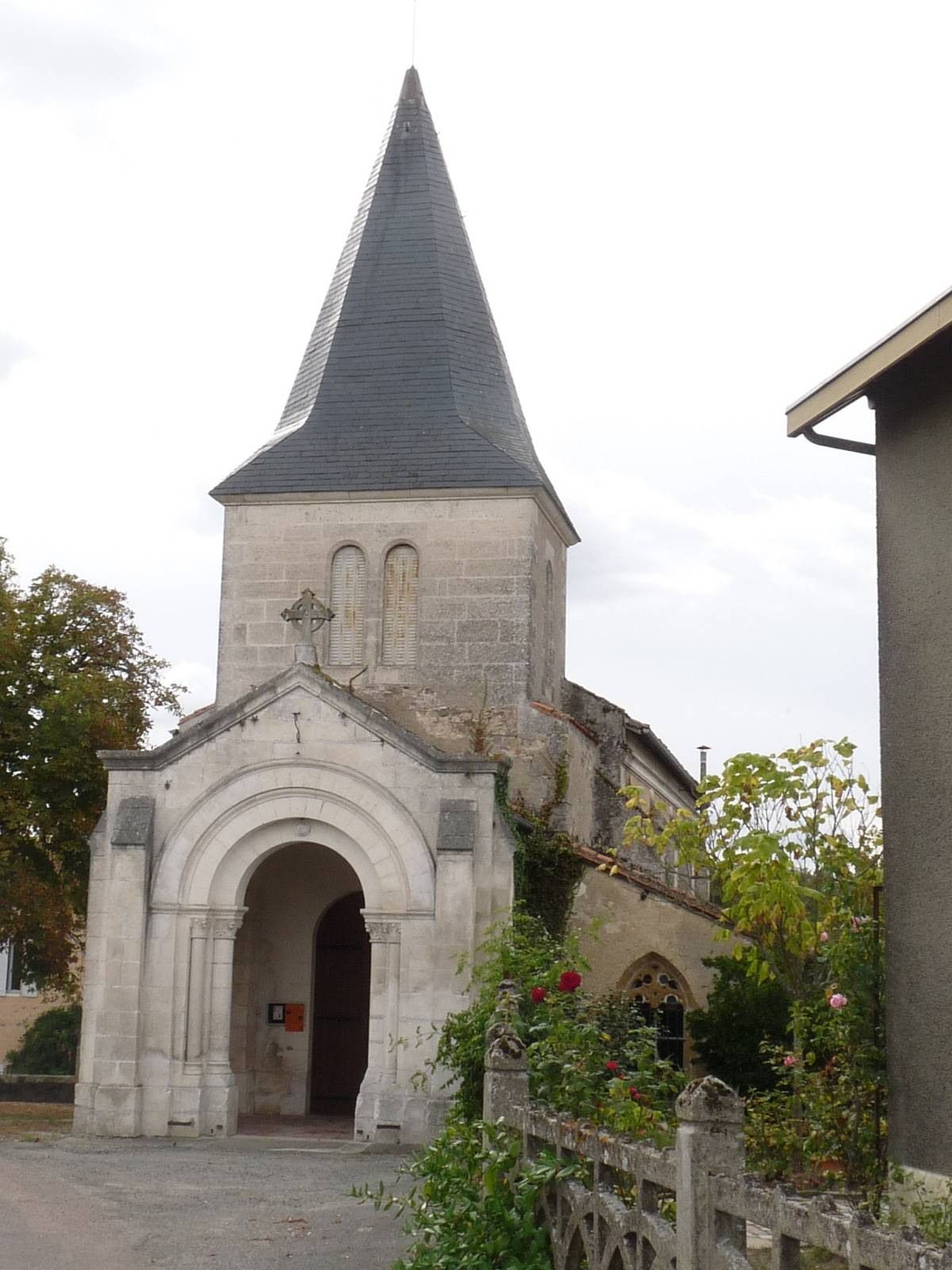
Церковь Сен-Лифар
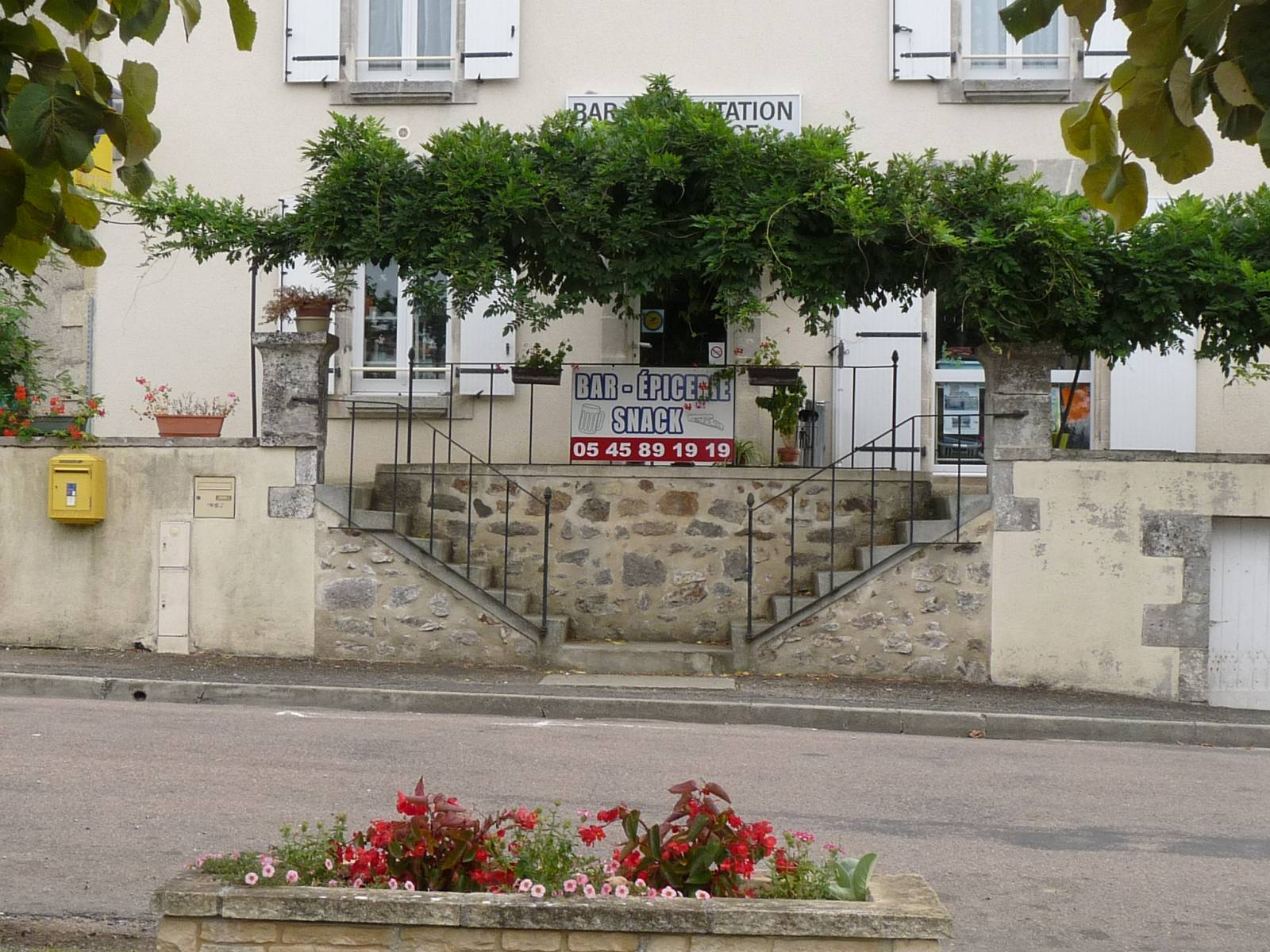
Продуктовый магазин и бар-ресторан
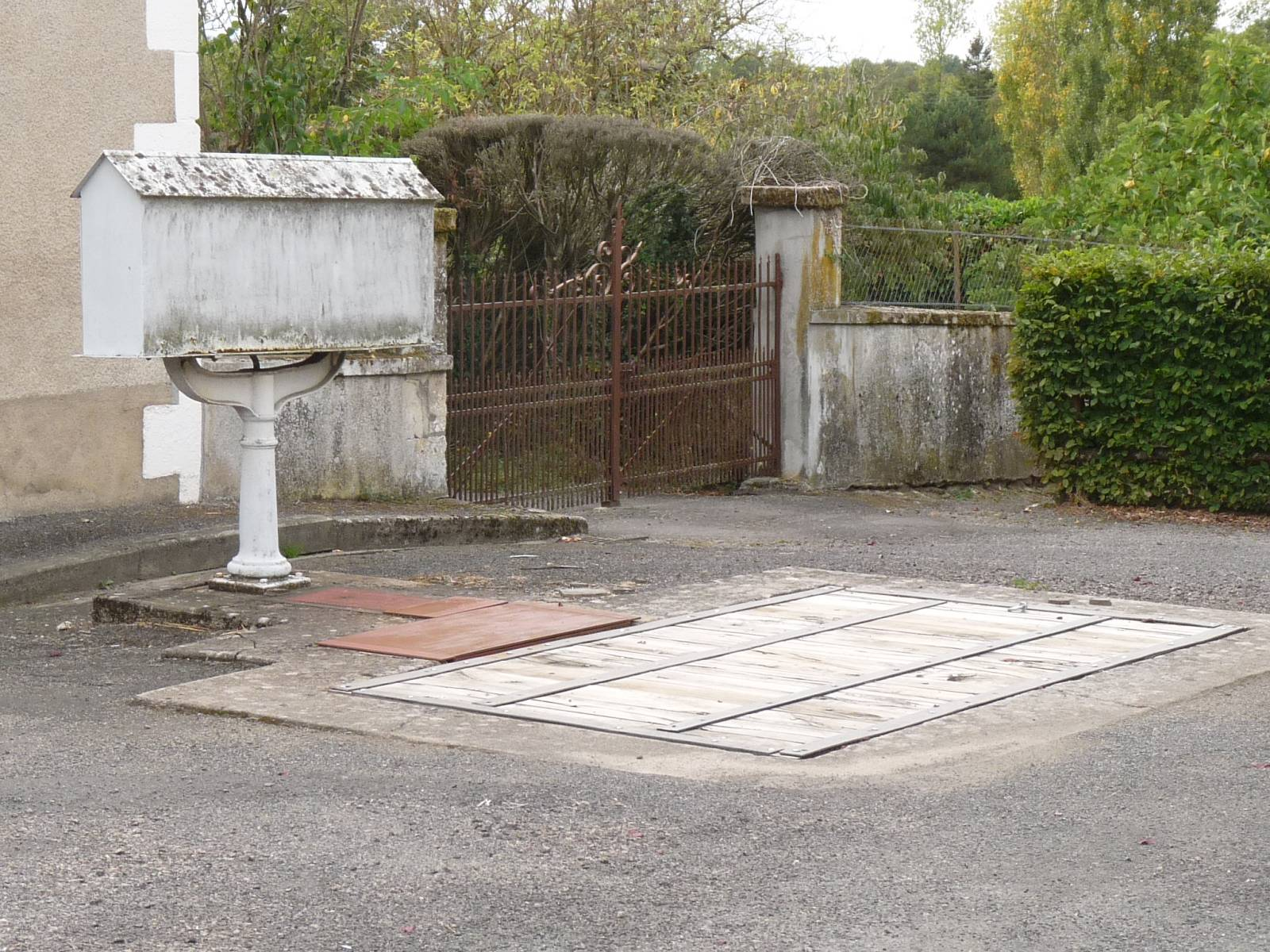
Весы